# Pyrenographa
Pyrenographa är ett släkte av svampar. Pyrenographa ingår i familjen Requienellaceae, ordningen Pyrenulales, klassen Eurotiomycetes, divisionen sporsäcksvampar och riket svampar.
|              | Mauritiana                                    |
|              |                                               |
|              | Parapyrenis                                   |
|              |                                               |
| Pyrenographa | \| \| Pyrenographa xylographoides \| \| \| \| |
|              | \| \| Pyrenographa xylographoides \| \| \| \| |
|              | Lacrymospora                                  |
|              |                                               |
|              | Granulopyrenis                                |
|              |                                               |
|              | Acrocordiella                                 |
|              |                                               |
|              | Polypyrenula                                  |
|              |                                               |
|              | Requienella                                   |
|              |                                               |
|              | Pyrenographa xylographoides                   |
|              |                                               |

|  | Pyrenographa xylographoides |
|  |                             |